# Halin
Halin (burmanski: Halindžji u značenju „Veliki Halin”) je bio jedan od Pyu gradova-država koja je nazvana po istoimenom gradu koji je otkopan na zapadnoj obali rijeke Irrawaddy, sjeverozapadno od grada Mandalaya, u dolini rijeke Mu u Mjanmaru, jednom od najvećih navodnjavanih područja pretkolonijalne Burme. 
Arheološki nalazi poput drvenih gradskih vrata, sugeriraju da je grad bio naseljen oko 70. godine, slavan po svojoj proizvodnji soli, osobito uspješan od 2. do 6. stoljeća kada ga je kao glavni Pyu grad zamijenila Sri Ksetra. Prema kineskim povijesnim izvorima, Halin ke ostao važnim Pyu gradom sve do invazije Kraljevstva Nanzhao 832. godine kada je uništen, a njegovih 3000 stanovnika odvedeno u ropstvo. No, datiranje radio-ugljikom je dokazalo da se u gradu živjelo i 870. god., gotovo četiri desetljeća nakon navodnog datuma pustošenja grada.
Grad je bio treći po veličini Pyu grad, promjera 3,2 x 1,6 km i okružen zidom. Površinom od 664 ha bio je gotovo dvostruko veći od drugog Pyu grada, Beikthanoa. Bio je pravokutnog tlocrta sa zakrivljenim kutovima gradskih zidina od opeke. Imao je četvora glavna i 8 sporednih gradskih vrata, i kroz njega je prolazila rijeka ili kanal. Ovaj dizajn grada je utjecao na kasnije burmanske i sijamske gradove kao što su Pagan i Sukotaj (koji je građen čak 1000 godina kasnije). Unutar grada je u nekoliko navrata od 1904. – 67. iskopan kompleks palače od opeke gdje su pronađene brojne urne, neki natpisi i kipovi. Bilo je samo nekoliko arhitektonskih ostataka, s obzirom na činjenicu da je drvo bilo primarni građevni materijal. Neki od mnogih pronađenih natpisa spominju nekoliko kraljeva i kraljica, uključujući kralja Sri Trivigrama i kralja Ruba. Ovi natpisi dokazuju kako je Pyu pismo iz Halina najstarije pismo Burme, temeljeno na indijskom brahmi pismu dinastija Maurya i Gupta.
Halin je upisan na UNESCO-ov popis mjesta svjetske baštine u Aziji 2014. godine kao jedan od tri Pyu drevna grada.